# Blackstonia perfoliata
Blackstonia perfoliata é uma espécie de planta com flor pertencente à família Gentianaceae. 
A autoridade científica da espécie é (L.) Huds., tendo sido publicada em Flora Anglica 146. 1762.
Os seus nomes comuns são centáurea-pequena-de-pouca-folha ou centaurea-menor-perfolhada.

## Portugal
Trata-se de uma espécie presente no território português, nomeadamente no Arquipélago dos Açores.
Em termos de naturalidade é introduzida na região atrás indicada.

## Protecção
Encontra-se/Não se encontra protegida por legislação portuguesa ou da Comunidade Europeia, nomeadadamente pelo Anexo  da Directiva Habitats e pelo Anexo  da Convenção sobre a Vida Selvagem e os Habitats Naturais na Europa e pelo .